# 无名烈士墓 (莫斯科)
无名烈士墓（羅馬化：Mogila Neizvestnogo Soldata）是一座二战苏联红军士兵纪念碑，坐落于俄罗斯莫斯科克里姆林宫墙外的亞歷山大公園内。

## 历史
修建于1966年。无名烈士墓前的富拉玄武岩方形地面上，有一颗燃烧着长明火的五角星，其下有铭文“你的名字無人知曉，你的功績永世長存”（俄语：Имя твоё неизвестно, подвиг твой бессмертен，转写：Imya tvoyo neizvestno, podvig tvoy bessmerten）。五角星中的长明火取自列宁格勒的战神广场。
1997年12月8日根据俄罗斯联邦法令，原守卫列宁墓的克里姆林宫总统警卫团仪仗队的岗哨被安排守卫无名烈士墓，以纪念苏联人民在二战中的胜利。该岗哨每隔一小时换岗。

## 图象

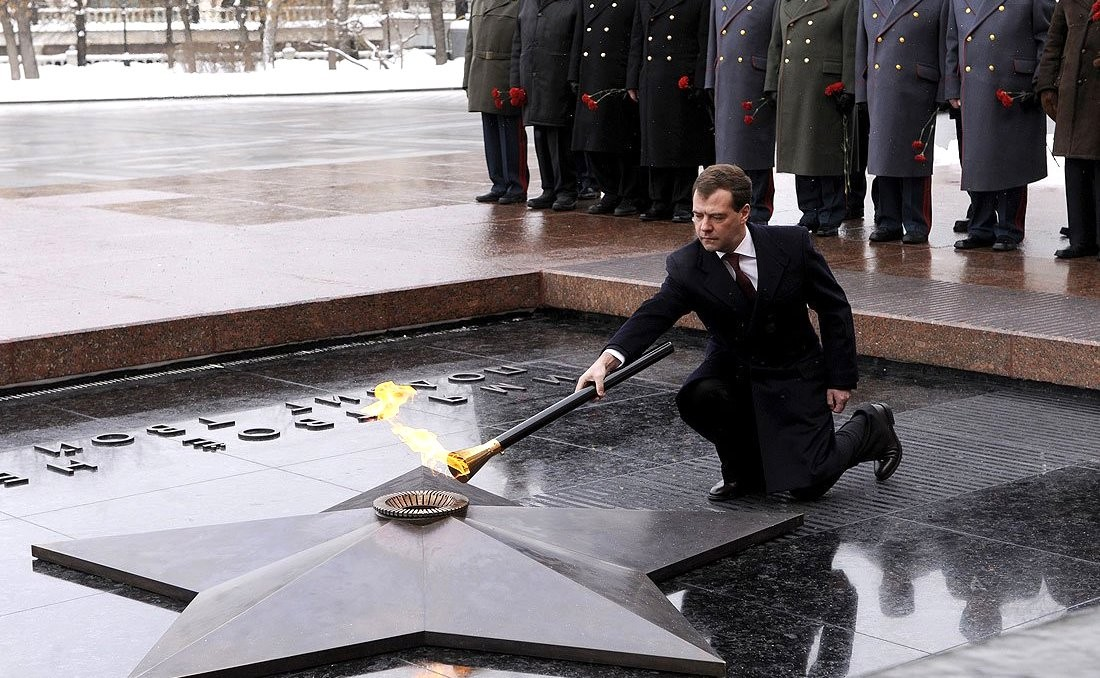
梅德韦杰夫在长明火处
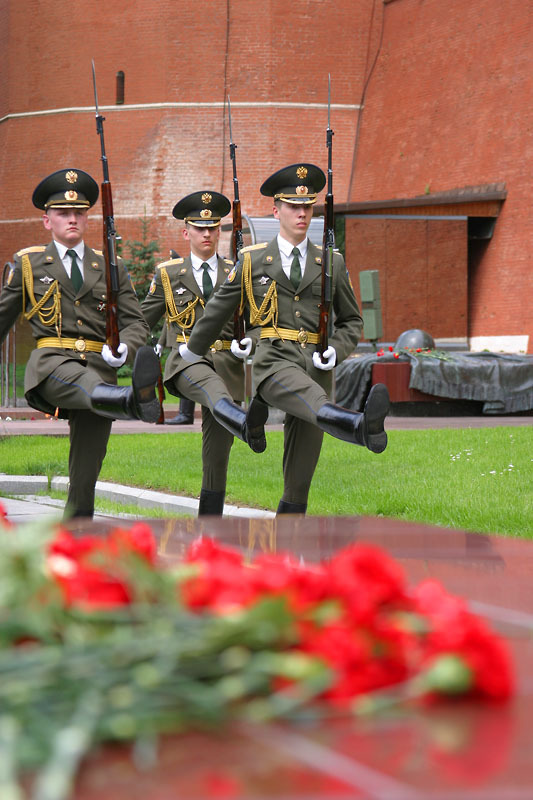
卫兵的换岗仪式